# Twins (film 1925)
Twins è un cortometraggio muto del 1925 diretto da Scott Pembroke e Joe Rock.

## Trama
Stan è un marito modello, che vive in una signorile dimora con la cara moglie, e ha un onesto lavoro da libero professionista. Un giorno apprende che un pericoloso criminale, nonché suo perfetto gemello, è evaso dal carcere. Non passerà molto tempo che il criminale gemello si interufola in casa di Stan, dando inizio a numerosi equivoci.

## Distribuzione
Il cortometraggio fu distribuito il 28 febbraio 1925.